# An Phúc, Cát An
An Phúc (chữ Hán giản thể: 安福县, âm Hán Việt: An Phúc huyện) là một huyện thuộc địa cấp thị Cát An, tỉnh Giang Tây, Cộng hòa Nhân dân Trung Hoa. Huyện này có diện tích 2793 ki-lô-mét vuông, dân số năm 1999 là 383.414 người. Mã số bưu chính của huyện An Phúc là 343200. Chính quyền huyện đóng ở trấn Bình Đô. An Phúc giáp Vĩnh Tân, Liên Hoa, Bình Hương, Nghi Xuân, Phân Nghi.

## Hành chính
An Phúc được chia ra làm 19 đơn vị hành chính cấp hương, gồm 7 trấn và 12 hương. Ngoài ra huyện này còn quản lí 1 đơn vị tương đương cấp hương khác
- Trấn: Bình Đô (平都镇), Hử Khanh (浒坑镇), Châu Hồ (洲湖镇), Hoành Long (横龙镇), Dương Khê (洋溪镇), Nghiêm Điền (严田镇), Phong Điền (枫田镇)
- Hương: Trúc Giang (竹江乡), Qua Xa (瓜畲乡), Tiền Sơn (钱山乡), Xích Cốc (赤谷乡), Sơn Trang (山庄乡), Dương Môn (洋门乡), Kim Điền (金田乡), Bành Phường (彭坊乡), Thái Sơn (泰山乡), Liêu Đường (寮塘乡), Cam Lạc (甘洛乡), Chương Trang (章庄乡)

Đơn vị ngang cấp hương khác
- Khu công nghiệp huyện An Phúc (安福县工业园)